# Teatro Caupolicán
El Teatro Caupolicán es un importante teatro chileno ubicado en la calle San Diego en la ciudad de Santiago. A lo largo de su historia, ha albergado eventos deportivos, políticos y culturales, destacándose numerosos conciertos de diversos artistas de la escena nacional e internacional. Entre 1993 y 2004 se llamó Teatro Monumental.

## Historia

### El primer Teatro Caupolicán (1936-1991)

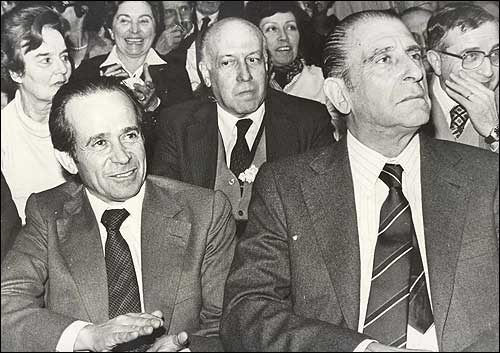
Andrés Zaldívar y Eduardo Frei Montalva en un acto en el teatro Caupolicán llamando a votar que «No» en el plebiscito de 1980.

En 1940 asumió el control del recinto el empresario Enrique Venturino.
En 1984, el teatro se declara en quiebra y cierra sus puertas.

### Teatro Monumental (1991-2004)
En 1991 fue rematado y comprado por el Club Social y Deportivo Colo-Colo que lo renombró como Teatro Monumental.
En esta etapa el recinto giró hacia los espectáculos de rock, generando algunas molestias en los vecinos del sector. Recordados son los conciertos de Soda Stereo que se presentó tres noches en noviembre de 1995 y dos en 1996. Fue escenario del debut en Chile de Iron Maiden en 1996. También de Bob Dylan en 1998.
En 2004 nuevamente es rematado como consecuencia de la quiebra del club deportivo siendo adquirido por la familia Aravena, que durante los años ochenta fue propietario del Teatro Casino Las Vegas, y le devolvió su nombre original.

### El segundo Teatro Caupolicán (2005-actualidad)
Tras una remodelación, en 2005 fue reinaugurado como Teatro Caupolicán, teniendo entre sus primeros conciertos a Fito Paez el 27 de agosto de ese año.
Entre quienes han dado conciertos en esta nueva etapa del recinto se encuentran Gustavo Cerati, Vicentico, Alejandro Jodorowsky, Los Bunkers, Raphael, Jorge Drexler, Caetano Veloso, Dolores O'Riordan, Björk, El Cuarteto de Nos, Quilapayún, Omara Portuondo, Emir Kusturika, Nicola di Bari, The Hives, KC & The Sunshine Band, The Jacksons, Cindy Lauper, Joan Manuel Serrat, Deep Purple, Joe Vasconcellos, Calle 13, Café Tacvba, Faith No More, Illapu, Luis Fonsi, Chancho en Piedra, Miranda!, La Oreja de Van Gogh, Cristián Castro, José Luis Perales, Pablo Milanés, Carcass, Luis Slimming y SFDK.

## Instalaciones
Posee cafetería, servicios higiénicos, miniteatro interior, 4500 butacas, seguridad vehicular con personal capacitado OS-10 e Internet inalámbrica Wi-Fi.